# Ombak
L'ombak (en indonesi, “ona/es”) és la sensació auditiva pròpia dels conjunts de gamelan balinès que prové de l'efecte de batiment causat per l'afinació particular dels instruments que el conformen. Un fenomen semblant però de naturalesa molt diferent és el trèmolo.

## Generació de l'ombak
A tots els conjunts de gamelan balinès, els metal·lòfons es construeixen per parelles, i s’afinen específicament per generar interferències acústiques durant la seva interpretació. Dins de cada parella, els tons d'un dels instruments (pengumbang) estan afinats uns quants hertzs (Hz) per sota dels tons de l'altre integrant de la parella (pengisep), per tal d'aconseguir l'efecte de batiment. Quan la parella interpreta la mateixa nota, el so resultant conté una fluctuació d’amplitud fixa, que és una sensació desitjada dins la cultura musical balinesa. Els constructors de gamelan han d’assegurar també un ombak estable, amb la mateixa freqüència d'oscil·lació (penjorong), entre tots els instruments d'un mateix conjunt. Aquesta condició requereix que les octaves no mantinguin la relació de freqüències teòrica 2:1, sinó que s'expandeixin o es contraguin en diferents punts del rang que conformen tots els instruments del conjunt. La tècnica més habitual per afinar un gamelan consisteix a expandir les octaves del pengumbang als registres extrems (al registre central, l'octava sol mesurar uns 1200 cents). Les octaves del pengisep es mantenen a una diferència lleugerament menor de 1200 cents durant tot el rang.
En gamelan gong kebyar, l'ombak és particularment ràpid i contribueix a l'estil frenètic que caracteritza aquest gènere. La freqüència mitjana de la fluctuació d'amplitud és d'uns 7,8 Hz, i pot variar en un rang d'entre 6,3 i 9,3 Hz en diferents conjunts de gamelan.

## Aspectes culturals
La idea de generar un fenomen acústic a partir de l’acció conjunta d’una parella d’instruments connecta amb els principis metafísics de l'hinduisme balinès. L'efecte d’ombak no s’ha trobat en conjunts instrumentals d'altres illes, com Java o Sumatra. A Bali, els instruments solen representar conceptes místics de la cosmogonia balinesa. En aquest cas, l’ombak representa la idea de dualitat que també es troba en altres cultures (com per exemple el ying-yang del taoisme), i simbolitza l’harmonia i l'equilibri entre forces oposades. Un instrument ben afinat es considera impregnat d'energia espiritual (kasaktian), que el fa atractiu per l'esplai de deïtats i humans.

## L'ombak en el gong ageng wadon
Alguns instruments dins dels conjunts de gamelan balinès produeixen ombak sense la necessitat d’actuar per parelles. Aquest és el cas del gong ageng wadon, el gong de majors dimensions.
Hi ha estudis que investiguen l’origen d’aquests batiments a partir de les interferències entre els parcials d’un propi instrument. S’ha observat que els forjadors de gongs a Bali busquen deliberadament l’alteració dels modes de vibració de l’instrument per crear l'efecte d’ombak. En el procés de forja, s’altera la simetria circular del gong tot martellejant-lo en fred fins que s’aconsegueix que aquest generi modes que interfereixen entre ells. Amb aquesta tècnica també s’elaboren modes que reforcen la tonalitat del gong, és a dir, que actuen com a quasiharmònics de la seva freqüència principal. Però l'ombak predominant d’un gong ageng wadon no prové dels modes generats deliberadament en el procés de construcció, sinó de la seva resposta no linear i, per tant, menys previsible. Així, s’ha observat que el batiment més acusat prové de la interferència entre el segon harmònic del mode fonamental, generat per una alteració deliberada de la forma de l'instrument, i el seu segon mode axisimètric. La freqüència d’aquest batiment dominant és d’uns 2,5 Hz, i actua sobre l’amplitud de diversos harmònics alhora.